# Kate Gallego

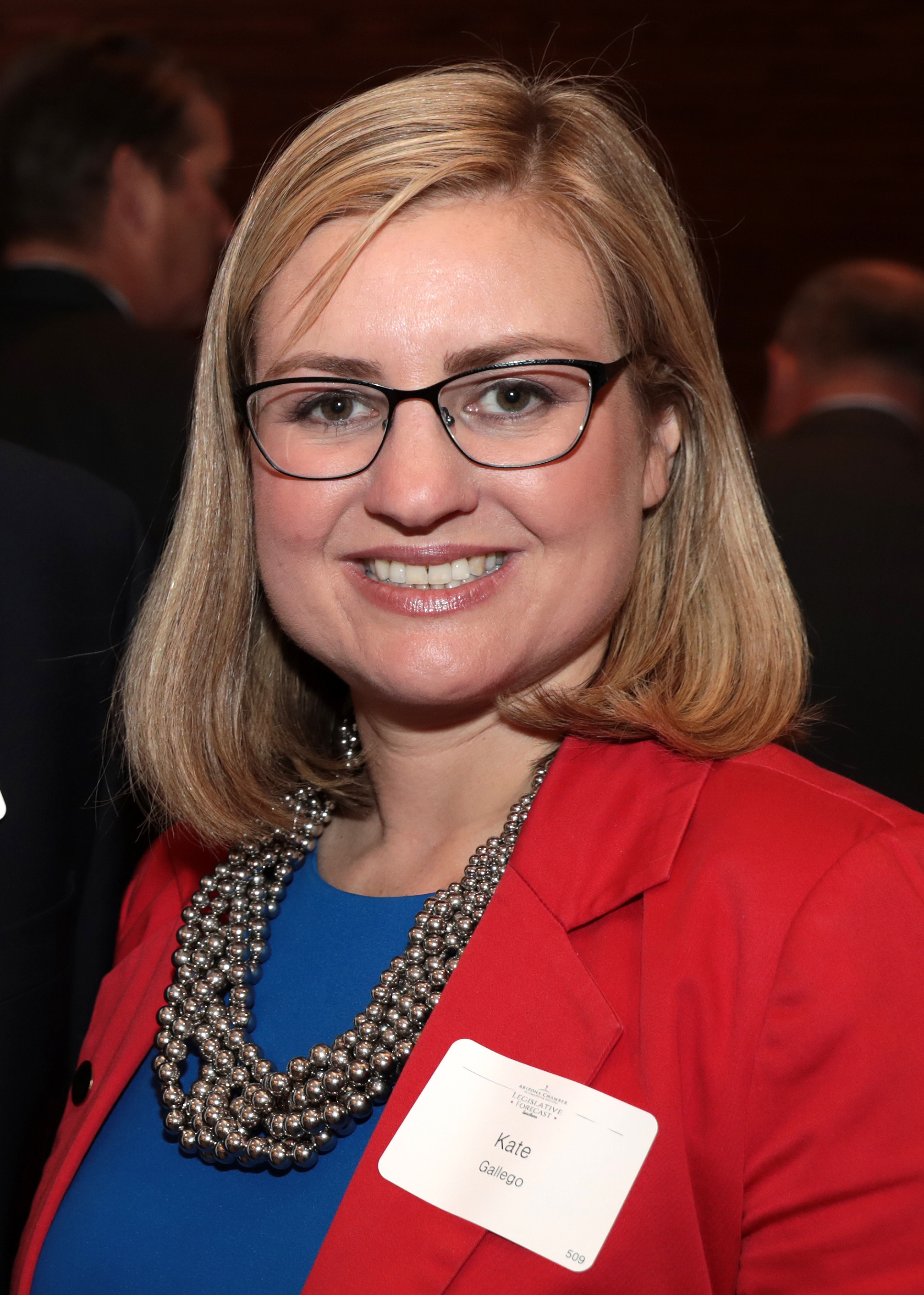
Kate Gallego (2019)

Kate Gallego (geboren am 21. Oktober 1981 in Albuquerque, New Mexico als Kate Widland) ist eine US-amerikanische Politikerin. Sie ist Mitglied der Demokratischen Partei und seit dem 21. März 2019 die 61. Bürgermeisterin von Phoenix, Arizona.

## Leben
Kate Gallego wurde in Albuquerque im Bundesstaat New Mexico als Tochter jüdischstämmiger Eltern geboren. Ihre Eltern stammen ursprünglich aus dem Bundesstaat Illinois und zogen 1979 nach New Mexico um. Sie wuchs in Albuquerque auf und absolvierte dort die Albuquerque Academy. Nach ihrem Schulabschluss begann Gallego ein Studium der Umweltwissenschaften an der Harvard University und erhielt dort einen Bachelorabschluss. Später erwarb sie an der Wharton School der University of Pennsylvania den Master of Business Administration.
Im Jahr 2004 zog Kate Gallego nach Phoenix und war beruflich zunächst für die Tourismusbehörde des Bundesstaates Arizona tätig. 2013 wurde sie in den Stadtrat von Phoenix gewählt. Eine Wiederwahl erfolgte im Jahr 2017. Nachdem der damalige Bürgermeister von Phoenix, Greg Stanton, im Jahr 2018 aufgrund seiner Kandidatur bei der Wahl zum Vertreter des 9. Kongresswahlbezirk von Arizona im Repräsentantenhaus der Vereinigten Staaten von seinem Amt zurückgetreten war, gab Gallego ihre Kandidatur für die folgende Bürgermeisterwahl bekannt. Dafür trat sie am 7. August 2018 aus dem Stadtrat aus.
Beim ersten Wahldurchgang am 6. November 2018 erhielt Gallego etwa 45 Prozent der Stimmen. Bei der anschließenden Stichwahl am 12. März 2019 setzte sie sich mit 58,6 Prozent Stimmenanteil gegen Daniel Valenzuela durch. Am 21. März 2019 trat Gallego das Amt an. Sie ist die dritte Frau im Bürgermeisteramt der Stadt Phoenix und zum Zeitpunkt ihrer Vereidigung die jüngste Bürgermeisterin in den zehn größten Städten der Vereinigten Staaten.
2010 heiratete Kate Gallego den Politiker Ruben Gallego, der damals dem Repräsentantenhaus von Arizona angehörte. Die Ehe wurde im Dezember 2016 geschieden, kurz darauf wurde Gallego Mutter eines Sohnes.